# Rasa dels Traus
La Rasa dels Traus és un torrent afluent per la dreta de la Riera de Llaneraque transcorre íntegrament pel terme municipal de Torà (Segarra). La seva xarxa hidrogràfica, que també transcorre íntegrament per aquest terme municipal, està constituïda per quatre cursos fluvials la longitud total dels quals suma 1.910 m.